# Thomas Edward Gordon

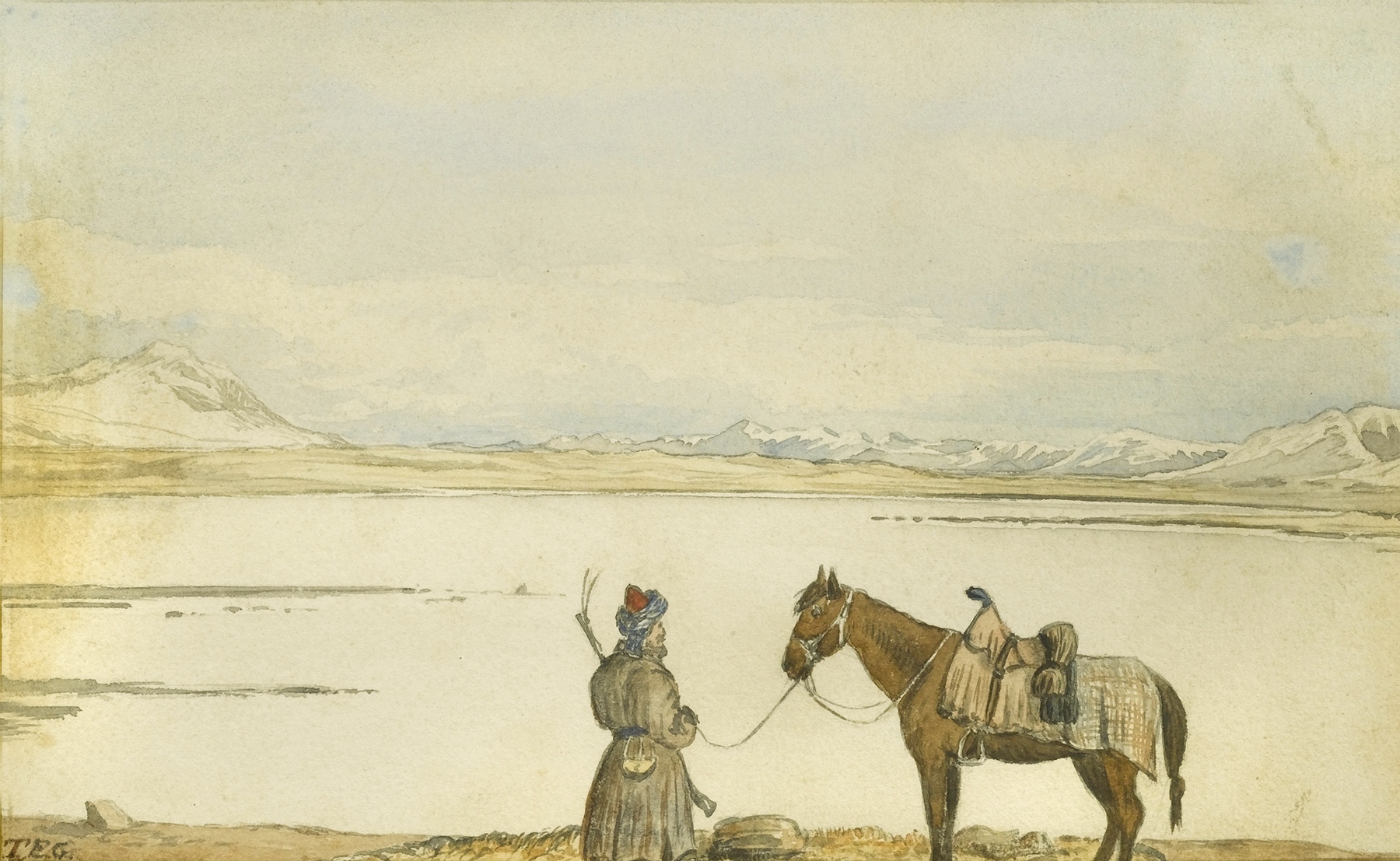
"Lake Victoria, Great Pamir, 2 May 1874", aquarel·la per Thomas Edward Gordon

Sir Thomas Edward Gordon (1832, Aberdeen - 1914) va ser un explorador, militar i diplomàtic escocès. Va combatre a l'Índia i va ser diplomàtic a Teheran, viatjà a ravés dels Pamirs.
Durant la seva visita a Pèrsia Gordon decidí publicar un informe del seu viatge amb la intenció d'il·lustrar el "progrés i millora" que havia trobat. El 1896 es va publicar la seva obra, Persia Revisited.
El 1873-1874 participà en la Segona Missió Yarkand dirigida per Thomas Douglas Forsyth. El principal objectiu de l'expedició era trobar Yakub Beg, el governador del Turkestan xinès. Gordon també viatjà als Pamirs i Wakhan.
Gordon també era pintor i potser un dels primers europeus a pintar els paisatges de certes localitats remotes dels Pamirs.